# Zamojne, Hlobîne
Zamojne (în ucraineană Заможне) este localitatea de reședință a comunei Zamojne din raionul Hlobîne, regiunea Poltava, Ucraina.

## Demografie
Componența lingvistică a localității Zamojne
     Ucraineană (97,37%)
     Rusă (2,44%)
     Alte limbi (0,19%)
Conform recensământului din 2001, majoritatea populației localității Zamojne era vorbitoare de ucraineană (97,37%), existând în minoritate și vorbitori de rusă (2,44%).